# Альбідона
Альбідона (італ. Albidona, сиц. Arbiduna) — муніципалітет в Італії, у регіоні Калабрія,  провінція Козенца.
Альбідона розташована на відстані близько 400 км на південний схід від Рима, 115 км на північ від Катандзаро, 75 км на північ від Козенци.
Населення — 1371 особа (2014).
Щорічний фестиваль відбувається 8 травня. Покровитель — святий Архангел Михаїл.

## Демографія
Населення за роками:

Станом на 1 січня 2023 року в муніципалітеті офіційно проживало 8 іноземців з 4 країн, серед них 4 громадяни країн Євросоюзу.

## Сусідні муніципалітети
- Алессандрія-дель-Карретто
- Амендолара
- Кастрореджо
- Оріоло
- Платачі
- Требізачче